# Viscri
Viscri (abans Giscriu; en romanès Viscri, en dialecte saxó Weiskirich, Veiskiriχ, Veeskirχ, en alemany Weißkirch, Deutsch-Weißkirch, Deutschweißkirch, en hongarès Fehéregyháza, Szászfejéregyház, Szászfehéregyháza) és un poble del municipi de Bunești, al comtat de Brașov, Transsilvània (Romania).

## Ubicació
Viscri es troba en un assentament de l’altiplà de Transsilvània, prop de Sighișoara, habitat inicialment per secs i després colonitzat per saxons al segle XV. XIII. Avui s'hi pot trobar una bonica església evangèlica, fortificada, a l'estil de les esglésies saxones fortificades de Transsilvània.
Situat entre les dues carreteres que connecten Rupea amb Sighișoara i Mediaș, tan sols fa deu anys que s'hi pot arribar en cotxe. A causa de la seva posició apartada, s’hi ha conservat el vestuari més arcaic dels segles XVII - XIX de Transsilvània.

## Història

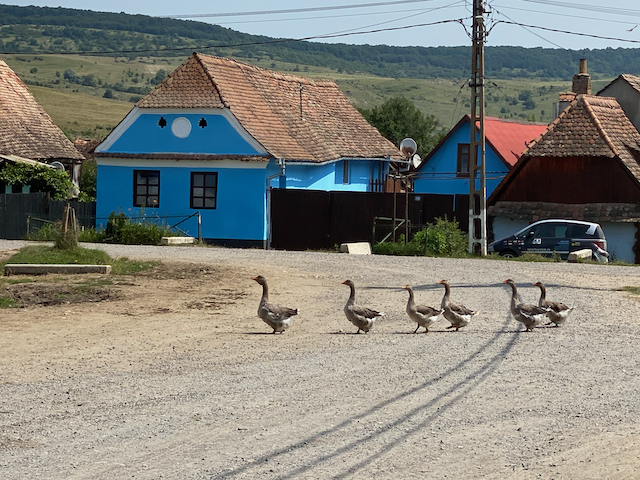
Carrer de Viscri

- Vegeu també Església fortificada de Viscri

A Viscri encara hi ha una fortalesa pagesa saxona ben conservada, que inclou dins de les seves muralles una de les poques esglésies romàniques del segle XIII. Les peculiaritats del monument han atret l'atenció de molts investigadors i els seus enigmes només s'han pogut resoldre mitjançant les excavacions realitzades entre 1970 i 1971 per l’arqueòloga Mariana Dumitrache, que presentà els seus resultats en un ampli estudi La investigació arqueològica i la història de l’arquitectura a la zona de Rupa, publicat a Forschungen. zur Volks und Landeskunde, vol. 21, núm. 2, 1978.
La posició apartada de l'assentament també explica la seva aparició relativament tardana en documents. Només cap al 1400, "Alba ecclesia " (àlies de Viscri) apareix en un registre de localitats per al pagament de l'impost a l'episcopat del comtat de Rupea (Kosd). Cap al 1500, Viscri figura entre els pobles lliures de la Càtedra Rupea, amb 51 llars, tres pastors, un mestre i dues persones pobres. Com en altres pobles, l’antiguitat de l'església confirma que l’assentament dels colons alemanys es va fundar a finals del segle XII quan també van colonitzar la part occidental de la futura Seu de la Rupa. L'església-saló romànic, ja que encara existeix a la zona de Rupei només a Homorod (l'església de Crit ja pertanyia a l'estil de transició del romànic al gòtic), tenia un predecessor que es va incloure parcialment en aquest edifici.

Van ser colons alemanys que es van establir a Viscri com a immigrants després del regnat del rei Geza II, és a dir, després de 1162, com a "altres Flandes" a l'últim quart del segle XII, els que van trobar al promontori nord-est de l'actual poble una petita capella. Estava construïda amb pedra calcària de color verd-blanc, tenia una forma rectangular, amb un absis semicircular a llevant i els únics ornaments eren les pedres cúbiques quadrades que formaven les cantonades de la sala i l’inici de l’absis, un arc de mig punt de l'entrada sud. El vestíbul tenia un sostre pla, l’absis un semi-sostre (la longitud de la capella era de 13,5 m, la del vestíbul de 9,80 m, l’amplada del vestíbul a l’oest de 7,8 m i a l'est de 8 m). Segons les peces descobertes a les tombes a l'interior i a l'exterior de la capella, monedes i arracades del temple de principis del segle XII, dataven del 1100 al 1120, ja que pertanyia a un grup de secs que custodiaven en aquest punt la frontera de l'estat feudal hongarès, abans de l'arribada dels colons alemanys.

## Galeria d'imatges

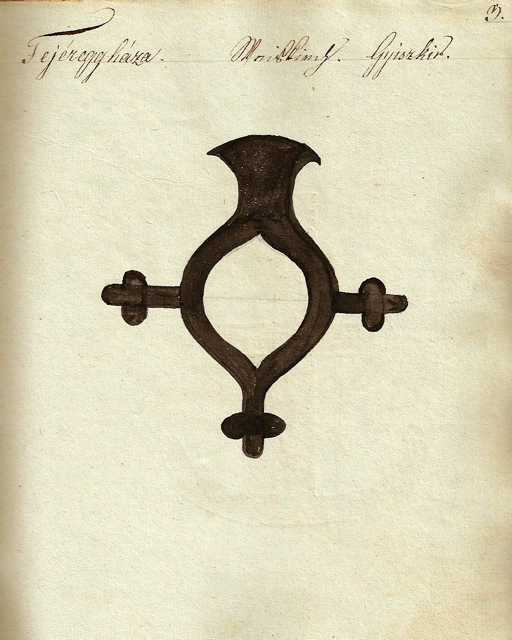
1826 - Danga per a bestiar de Viscri